# Посу-Редонду
Посу-Редонду (порт. Poço Redondo)  —  муниципалитет в Бразилии, входит в штат Сержипи. Составная часть мезорегиона Сертан штата Сержипи. Входит в экономико-статистический  микрорегион Сержипана-ду-Сертан-ду-Сан-Франсиску. Население составляет 30 358 человек на 2006 год. Занимает площадь 1 220 км². Плотность населения — 24,88 чел./км².

## История
Город основан в 1953 году.

## Статистика
- Валовой внутренний продукт на 2004 составляет 64.956.862,00 реалов (данные: Бразильский институт географии и статистики).
- Валовой внутренний продукт на душу населения на 2004 составляет 2.237,42 реалов (данные: Бразильский институт географии и статистики).
- Индекс развития человеческого потенциала на 2000 составляет 0,536 (данные: Программа развития ООН).